# Mouton des Grisons
Le mouton des Grisons (Bündner Oberländerschaf) est une race de mouton domestique originaire du canton des Grisons en Suisse, actuellement en danger. Elle a failli disparaître dans les années 1980, mais en 2007 sa population s'élevait à 1 100 individus. Elle sert surtout à l'entretien des prairies naturelles aujourd'hui. Elle descend d'anciennes races de l'âge de pierre, notamment du mouton de Tavet. Elle est suivie par la fondation suisse Pro Specie Rara depuis 1984.

## Origine
Le noyau du mouton des Grisons se trouve à proximité de Medels, Tavetsch, Sumvitg et surtout de Vrin.

## Description
C'est une race robuste et de petite taille.
Le mouton des Grisons présente une robe blanche, brune ou grise. Sa tête est émaciée, petite, allongée et glabre. Les béliers ont de grandes cornes alors que les femelles en sont dépourvues ou ont de petites cornes. Celles-ci peuvent mettre bas un ou deux agneaux, deux fois par an. La brebis pèse de 40 à 50 kg, le bélier peut atteindre 65 kg.